# 21-クラウン-7
21-クラウン-7(21-Crown-7)は、化学式[C2H4O]7の有機化合物で、IUPAC名は、1,4,7,10,13,16,19-ヘプタオキサシクロヘンイコサンである。他のクラウンエーテルと同様に、金属カチオンの配位子として機能し、特にセシウムのカチオンに高い親和性を持つ。21-クラウン-7の双極子モーメントは、溶媒や温度によって変わる。